# Гиг Харбор (Вашингтон)
Гиг Харбор (енгл. Gig Harbor) град је у америчкој савезној држави Вашингтон. По попису становништва из 2010. у њему је живело 7.126 становника.

## Демографија
Према попису становништва из 2010. у граду је живело 7.126 становника, што је 661 (10,2%) становника више него 2000. године.
| Група             | 2000.         | 2010.         |
| Белци             | 5.941 (91,9%) | 6.160 (86,4%) |
| Афроамериканци    | 72 (1,1%)     | 83 (1,2%)     |
| Азијати           | 99 (1,5%)     | 174 (2,4%)    |
| Хиспаноамериканци | 196 (3,0%)    | 414 (5,8%)    |
| Укупно            | 6.465         | 7.126         |